# Улица Петрова (Ижевск)
У́лица Петро́ва — крупная улица в Устиновском районе города Ижевск. Проходит в Восточном жилом районе от улицы Профессора Рупасова до Автозаводской улицы. Нумерация домов ведётся от Автозаводской улицы.

## История
Улица образовалась в 70-е годы XX века в связи с застройкой Восточного района Ижевска. Своё название получила 16 августа 1973 года по решению исполкома Ижевского горсовета. Названа в честь удмуртского писателя Михаила Петрова.

## Описание
Улица Петрова расположена на востоке Ижевска, в Устиновском административном районе города. Начинается от круговой развязки с улицами Автозаводской и Ворошилова и проходит от неё на юго-восток. После перекрёстка с улицей Сабурова изменяет направление и следует далее на юг до пересечения улицы Профессора Рупасова, после чего переходит в Молодёжную улицу.
С чётной стороны к улице Петрова примыкают улицы Короткова, Татьяны Барамзиной и Труда. С нечётной стороны примыкает улица Сабурова.

## Примечательные здания и сооружения
По нечётной стороне
- № 15 — детский сад № 229
- № 19 — Удмуртская государственная национальная гимназия имени Кузебая Герда
- № 27 — Устиновский РОВД
- № 29, 31 — торгово-развлекательный центр «Петровский»
- № 39а — жилой дом, супермаркет «Ижтрейдинг»
- № 53 — мечеть «Иман Нуры»

По чётной стороне
- № 2а — универсам «Пятёрочка»
- № 8а — отделение «Сбербанка России»
- № 22 — детский сад № 198
- № 34а — магазин «Радио»

## Транспорт
Улица Петрова является крупной транспортной магистралью Устиновского района; она связывает воедино все его жилые районы, а также соединяет Устиновский административный район с Индустриальным. Улица имеет 4-полосную разметку на всём протяжении. Также на всём протяжении по ней курсирует общественный транспорт. Через улицу Петрова проходят маршруты:
- троллейбусов № 7, 7д, 10, 14;
- автобусов № 12, 25, 26, 27, 29, 31, 39, 79, 321, 331;
- маршрутных такси № 10, 18, 49, 52, 400.